# میمون جیغ‌کش سرخ گویان
جیغ‌کش قرمز گویان (نام علمی: Alouatta macconnelli) نام یک گونه از سرده میمون جیغ‌کش است.